# Культурний лібералізм
Культурний лібералізм (відомий у США як соціальний лібералізм) — це соціальна філософія, що виражає соціальний вимір лібералізму і виступає за свободу вибору індивідів у виборі чи відповідати культурним нормам. У словах Генрі Девіда Торо часто виражається як право "маршувати під бій іншого барабана . Культурний прогресивізм використовується у подібному контексті, хоча не означає те саме, що й культурний лібералізм.
Наслідуючи принцип шкоди, культурні ліберали вважають, що суспільство не повинно нав'язувати будь-який конкретний кодекс поведінки, і вважають себе захисниками моральних прав нонконформістів висловлювати свою індивідуальність так, як вони вважають за потрібне, якщо це не шкодить іншим. У політиці – це, як правило, розбіжності між культурними прогресистами та культурними консерваторами. Культурні прогресисти вважають, що структура сім'ї та характер шлюбу повинні визначатися індивідуально, і стверджують, що доки людина не завдає шкоди іншим, жоден спосіб життя не є за своєю суттю кращим, ніж будь-який інший.

## Відмінності
На відміну від культурних прогресистів, культурні ліберали не підтримують політкоректність через її нападки на деякі громадянські права та свободи, такі як свобода слова та релігії. На відміну від громадянського лібертаріанства, прихильники культурного лібералізму схильні виявляти більший скептицизм щодо соціальних реформ, які можуть призвести до збільшення ризику заподіяння шкоди порівняно з поглядами деяких громадянських лібертаріанців, наприклад, відмінності в думках щодо реформ збройного законодавства.
У Сполучених Штатах культурний лібералізм називають соціальним лібералізмом, проте це не те саме, що ширша політична ідеологія, відома як соціальний лібералізм. У США соціальний лібералізм описує прогресивні моральні та соціальні цінності чи позиції з соціокультурних питань, таких як аборти та одностатеві шлюби, на відміну від соціального консерватизму. Соціальний консерватор чи соціальний ліберал у сенсі може дотримуватися або більш консервативних, чи більше ліберальних поглядів на фіскальну політику.